# Тодд и Книга Чистого Зла
«Тодд и Книга Чистого Зла» (англ. Todd and the Book of Pure Evil) — канадский телесериал в жанре комедия/ужасы. Премьера двух первых эпизодов состоялась на телеканале Space Channel 29 сентября 2010 года. Каждый сезон содержит 13 серий, длительностью по 22 минуты. Производством сериала занимались студии Aircraft Pictures, Corvid Pictures и Frantic Films при повсеместном участии Space Channel. Создатели — Крэйг Дэвид Уоллес, Чарльз Пикко и Энтони Лео.
Сериал Тодд и Книга Чистого Зла основан на малобюджетном короткометражном фильме 2003 года с таким же названием, в создании которого принимал непосредственное участие Крэйг Д. Уоллес на позициях режиссёра и сценариста. Пилотная серия сериала была снята для Space Channel в 2009 году в Виннипеге, Канада. Как и в фильме, в сериале присутствуют элементы фэнтези, ненормативная лексика, сцены насилия, сюжетная линия сериала зачастую не подчиняется законам логики. Дэвид Уиннинг, ветеран фэнтези, срежиссировал первые 4 серии.
Из-за возможных проблем с цензурой на телевидении, ещё на стадии производства для каждой серии были изготовлены два варианта звуковой дорожки: оригинальный с присутствием обсценной лексики и переозвученный «чистый» вариант с заменой некоторых слов и выражений в диалогах.
Премьерный показ второго сезона сериала был начат 30 октября 2011 на телеканале Space.
В России премьера первого сезона состоялась 5 сентября 2011 года на канале 2x2. На Украине показ первого сезона сериала был начат 2 января 2012 года на телеканале ТЕТ.
26 апреля 2012 года руководство канала Space публично подтвердило своё решение не продлевать сериал на третий сезон.

## Сюжет
Тодд, Кёртис, Дженни и Ханна — учащиеся единственной старшей школы в небольшом городке Кроули, в тайне основанном сатанистами. После встречи с одушевлённым проклятым магическим томом, более известным как Книга Чистого Зла, они объединяются в банду с целью выследить и уничтожить его.
Книга сама выбирает себе хозяина, исполняя его желания с помощью магических заклинаний и часто обращая их против него самого или окружающих. Способов снять уже наложенное заклинание непосвящённая в оккультные тайны банда подростков знает не так уж и много, обычно, для этого потребуется смерть очередного чудовищного порождения Книги или её хозяина. После рассеивания заклинания, Книга пытается скрыться в безопасное место до тех пор, пока не выследит своего нового хозяина-жертву.
Сюжет каждого эпизода разворачивается вокруг очередного ученика школы Кроули, заполучившего Книгу, что в результате оборачивается хаосом, разрушениями, увечьями и человеческими жертвами. Тодд и его банда борются с последствиями использования Книги, пытаясь спасти школу и всех кто в ней находится от полной аннигиляции.
Школьный психолог Аттикус Мёрфи, внешне кажущийся безобидным, так или иначе пытается помочь героям в поисках Книги, однако, тайно будучи членом Сатанинского Сообщества, преследует цель возвращения Книги Чистого Зла лидеру сатанистов.

## Персонажи

### Книга Чистого Зла
Загадочный артефакт, постоянно перемещающийся по школе Кроули. На вид — древний и мрачный фолиант, переплетённый красной человеческой кожей, по легенде, «с крайней плоти евреев». На лицевой стороне переплёта лоскуты кожи образуют пентаграмму, а её центре находится окровавленная засохшая кисть руки, застывшая в жесте «коза».
Книга обладает способностью чувствовать негативные эмоции, такие как: разочарование, подавленность, ревность, зависть. Она выбирает своего нового хозяина из тех учащихся, кого эти эмоции переполняют больше всех остальных. В дополнение к этому, Книга имеет возможность необъяснимым образом возникать в пространстве прямо перед выбранным ею новым хозяином. Помимо этого, Книга может летать, но перемещается этим образом только в случае снятия наложенного заклинания и возникновения прямой угрозы её существованию. Книга обладает определённым сопротивлением к огню и может менять свою форму для воплощения очередного желания.
Чтобы воспользоваться магической силой Чистого Зла, достаточно открыть Книгу и прочитать заклинание, действие которого объясняется подвижной магической иллюстрацией. Заклинания состоят из достаточно нескладных фраз на латыни, которые иносказательно описывают их действие. Стоит помнить, что Книга — это воплощение Чистого Зла, а потому трактует все желания очередного своего владельца весьма характерным и свойственным извращённым образом, часто оборачивая их против хозяина и его окружения.
Существует пророчество, согласно которому, человек, являющийся Пророком Чистого Зла, воспользовавшись силой Книги, установит хаос во всём мире. События сериала указывают на то, что наиболее явный претендент на эту роль — Тодд Смит, у которого установилась наиболее сильная связь с Книгой.

### Банда искателей Книги Чистого Зла
- Тодд Смит (Алекс Хаус) — обычный ученик школы Кроули. Умом не блещет, учится слабо, постоянно употребляет лёгкие наркотики, фанатеет от тяжёлой музыки, мечтает о карьере металл-музыканта. Создал свою группу «Варварский Апокалипсис», в которой пытался быть солистом и гитаристом. Его лучший друг — Кёртис, полностью разделяющий его интересы. Влюблён в Дженни, по большей части безответно. Стал самой первой жертвой Книги в показанном в сериале временном периоде, выпустив её на волю после многолетнего заточения в витрине — попросил у неё способность виртуозно играть на электрогитаре, в результате чего, едва не убил на концерте всех учеников школы. Постоянно советуется по многим проблемам со своим приятелем и, своего рода, наставником, уборщиком Джимми. Основной кандидат на роль Пророка Чистого Зла в сериале. В конце второго сезона изгоняет Книгу с помощью её же силы в неизвестном направлении.
- Дженнифер «Дженни» Колински (Мэгги Касл) — возлюбленная Тодда, не отвечающая ему взаимностью. Решительная и целеустремлённая девушка, которая начинает искать книгу для того, чтобы найти своего пропавшего отца-журналиста. Инициатор создания Банды искателей Книги Чистого Зла. В конце второго сезона открыто проявляет симпатию к Тодду.
- Кёртис Уивер (Билли Тернбулл) — лучший друг Тодда. Инвалид — лишился левой руки по вине Тодда, который в состоянии наркотического опьянения отрезал её на уроке труда. Это, впрочем, не мешало ему быть барабанщиком, хоть и ужасным, в группе друга. Часто выполняет роль «верного оруженосца» при Тодде, к которому сильно привязан, возможно, даже чуть более, чем платонически. Заядлый любитель поесть, любимое угощение — кукурузные чипсы. Стал последней жертвой книги в первом сезоне — он воспользовался силой Книги Чистого Зла для того, чтобы отрастить новую руку взамен повреждённого в попытке сжечь Книгу протеза. В результате этого, у него отросла самая настоящая рука демона, которая обладала своим собственным нравом и оказывала небольшое психологическое влияние на её владельца. Находясь под действием порождённой Книгой Чистого Зла руки и, вдобавок, гипноза, пытался свести счёты с Тоддом за все неприятности и беды, которые тот ему причинил, в результате чего, лишился и демонической руки, и снова по вине Тодда, но остался жив. К началу второго сезона является парнем Ханны и обладателем многофункционального кибер-протеза, который она ему соорудила взамен утраченного старого обычного. В конце второго сезона уходит из Банды, считая Тодда виновным в гибели Ханны.
- Ханна Б. Уильямс (Мелани Лейшман) — «мозг» банды, талантливый учёный, верный и заботливый друг. Чемпионка по шахматам. На протяжении первой половины первого сезона была безответно влюблена в Тодда. Стала второй жертвой Книги в показанном временном периоде, воспользовавшись её силой для того, чтобы сотворить гомункула, который оказался воплощением её тайных страстей. В конце первого сезона, после случайного поцелуя с Кёртисом, влюбилась в него, но не решалась ему в этом признаться до критического момента в его с Тоддом дуэли в мастерской. К началу второго сезона становится девушкой Кёртиса. В конце второго сезона выясняется, что её родители, учёные-новаторы, исследовали Книгу и проводили эксперименты над своей собственной дочерью, в результате которых она приобрела определённую связь на физическом уровне с Книгой. Возможно, что ей имплантировали часть книги в кожу, что объясняет появление аналогичной пентаграммы на животе и невосприимчивость к некоторым заклинаниям из книги. Кроме этого, у неё есть, как минимум, один собственный клон или копия в лаборатории её родителей. Вполне возможно, что загадочные инициалы «Б.» в её имени происходят от названия капсулы с образцом «Б» в лаборатории и что она сама является либо клоном или копией, либо искусственно выращенным ребёнком. Погибает в конце второго сезона вместе с исчезновением Книги Чистого Зла, однако, в этот же момент пробуждается её точная копия из капсулы «Д».

#### Бывшие
- Аттикус Мёрфи Младший (Крис Ливинс) — инфантильный школьный психолог, который на самом деле является членом Сатанинского Сообщества, в котором он занимает низшее положение и вынужден терпеть унижения как от Лидера сатанистов, являющегося его отцом, так и от рядовых прислужников. Носит вязаные жилетки, что является предметом насмешек окружающих. Усат. Иронично, что будучи психологом, он сам имеет множество психологических проблем и болезненных воспоминаний. В первом сезоне сумел завоевать доверие Тодда и его друзей для того, чтобы быстрее заполучить Книгу, однако, вскоре был разоблачён и исключён из Банды. В конце первого сезона его конфликт с собственным отцом достигает высшей точки в День Отца. После того, как Аттикусу удалось заполучить Книгу, он, вместо того, чтобы преподнести её в подарок отцу, обезглавливает его и занимает его место. Прислужники, однако, не воспринимают его всерьёз как лидера. Тройка металлюг намекает ему, что пророчество о Пророке Чистого Зла можно толковать по-разному, и что Пророком может оказаться не Тодд, а он сам. В результате чего, Мёрфи ещё усерднее начинает охотиться за книгой, попутно пытаясь испортить жизнь Тодду и его банде. Сумел разоблачить и отравить всех своих прислужников, которые готовили против него заговор. Пытается завербовать в сатанисты учеников, но безуспешно. Хранит отрубленную голову своего отца в сумке-холодильнике и периодически разговаривает с ней. В конце второго сезона использует Книгу Чистого Зла и превращается в человека-козла, думая, что он прочитал заклинание превращения в Пророка Чистого Зла, затем вынуждает Тодда прикоснуться к Книге снова в подтверждение своего нового воображаемого статуса. В результате Тодд, используя силы Книги как настоящий Пророк Чистого Зла, запирает его на страницах Книги Чистого Зла в виде неподвижной иллюстрации. Дальнейшая судьба Аттикуса неизвестна.
- Пэт Колински — отец Дженни. Журналист, всю свою жизнь посвятивший поискам Книги. Был похищен Сатанинским Сообществом, члены которого хотели выведать у него секрет Книги, однако перепутали сыворотку правды с крысиным ядом, в результате чего, Пэт впал в кому. Целый год он провёл в доме престарелых, однако, был спасён своей дочерью и её друзьями в начале второго сезона. Придя в себя, он попытался вступить в Банду, однако Тодд воспрепятствовал этому. В отчаянии, Пэт воспользовался Книгой и обрёл способность менять внешность весьма экзотическим способом — сдирая кожу с других людей. Примерив личины двух учеников, снова получил отказ, но одевшись в кожу Девона — явного лидера, любимца всей школы, был принят. Был разоблачён после поцелуя с Дженни. Погиб, упав с большой высоты, несмотря на то, что дочь схватила его за руку — Пэт выскользнул из собственной кожи.

### Другие жертвы Книги
Далеко не все жертвы Книги погибают от последствий её использования. Некоторые остаются практически невредимы, а другие получают чудовищные физические или психологические травмы на всю оставшуюся жизнь.
- Марси — девушка-гот, с помощью Книги воскресившая своих любимых рок-звёзд. Результат оказался ужасным — её кумиры стали зомби, съели её родителей и заставили Марси заманивать к ним в подвал парней из школы. Летальный исход.
- Саймон — забитый хулиганами из-за своей нетрадиционной сексуальной ориентации ученик, загадавший у Книги, чтобы все парни школы стали геями. Книга послушно исполнила желание, однако, такая неточная формулировка при своевольной интерпретации книгой обернулась против него самого — сам Саймон при этом стал единственным натуралом в школе, что неизбежно спровоцировало агрессию как парней, так и девушек. Летальный исход.
- Эмили — ученица, страдающая крайней степенью ожирения. Худеет с помощью Книги, которая забирает её жир и превращает его в мутоген, делающий всех девушек толстыми при контакте с ним. Летальный исход.
- Кларенс Даун — ученик, который глуп настолько, что не может написать даже тест на выбор профессии. Загадывает, чтобы Книга сделала его самым умным в школе, однако желание исполняется весьма извращённым образом — из ушей Кларенса начинает валить дым, вызывающий сильное, хотя и обратимое снижение интеллекта у заглотнувших его. Летальный исход.
- Близнецы Делайла и Бриттани — Бриттани, влюблённая в свою сестру, вызывает с помощью Книги своего клона. Ситуация выходит из-под контроля и ревнивые клоны Бриттани идут убивать Дженни, с которой у Делайлы романтические отношения. Чтобы спасти свою любовь, вторая сестра также создаёт армию клонов, что оборачивается побоищем клонов и неразберихой. Остались живы в виде одной из пар клонов, полностью идентичных оригинальным Бриттани и Делайле, однако, срослись воедино в сиамских близнецов.
- Бейли — школьный задира. После того, как вся школа, не без участия Тодда и Кёртиса, узнаёт о том, что у него очень маленький «орган», загадывает у Книги его увеличение, в результате чего тот превращается в одно из самых опасных и немногих полностью разумных порождений книги. Он вырастает до 12-и футов в длину, а также получает свой разум, возможность говорить и способность обращать взглянувших на него людей в камень. Остался жив, однако, лишился причинного органа.
- Шерон — неудавшаяся последовательница небольшого культа беременных. Выпросив у Книги возможность забеременеть, она в рекордные сроки произвела на свет дьявольского младенца, необычайно быстро выросшего до трёх метров. Летальный исход для жертвы, дальнейшая судьба полу-дьяволёнка после событий второго сезона осталась до конца неизвестна.
- Дэррел Чандракала — неумелый игрок в баскетбол, сын тренера баскетбольной команды, подавленный тем, что отец считает его неудачником. Загадав у Книги возможность стать таким же, как школьная звезда баскетбола второй половины 50-х годов XX века Чет Саковски, вселяет в себя его дух. Дух повторяет события своей прошлой жизни и вовлекает в свои иллюзии с помощью чар Книги Дженни, которая очень похожа на его девушку. Летальный исход.
- Шарлотта — лучшая участница драмкружка, которая попросила у Книги оперный голос, чтобы получить главную роль в мюзикле. Во время демонстрации вокала ей на голову падает софит, и девушка откусывает себе язык. Не имея возможности более выступать на сцене, она становится Призраком школы Кроули, обуянным жаждой мести. Влюбляется в калеку-Кёртиса, что, впрочем, не мешает ей пытаться отправить на тот свет Дженни, которая претендует на главную роль в мюзикле. Сумела пережить первую встречу с Книгой. Во втором сезоне возвращается и меняет себя и Ханну местами. Впрочем, ненадолго. Летальный исход.
- Лен Бергман — участник шахматного клуба. Получил у Книги дар предвидения и способности к гипнозу, в результате чего, сначала обыграл в шахматы Ханну, а затем организовал собственный культ, целью которого было уничтожение Пророка Чистого Зла — Тодда. Летальный исход.
- Лесли — одинокая девушка, загадавшая у Книги себе нескольких друзей. Каждый, кого она касается, становится её другом, при этом намертво привязываясь к ней дьявольскими путами. Летальный исход.
- Ариэль (Брук Палссон) — девушка из группы поддержки, имеющая проблемы с координацией. После того, как её изгнали из чирлидеров, использовала Книгу для того, чтобы стать физически сильнее. В результате вместе с силой получила мужеподобную внешность и способность делать других чирлидеров подобными себе. Создаёт свою группу из трёх мужеподобных девушек. Летальный исход для троих.
- Джайна — школьная «зелёная» активистка. Попросила у Книги возможность вернуть школу и её обитателей в лоно матери природы. Эффект заклинания превращает школу в джунгли, всех её обитателей в неандертальцев, а саму хозяйку книги в огромное дерево. Летальный исход.
- Кайл — игрок в «Fisting Fantasy», чрезвычайно серьёзно относящийся к происходящему в игре. Превращает школу в гигантский уровень многообразной ролевой компьютерной игры, Банду в типичную «партию» героев-игроков, остальных обитателей школы — в NPC, а сам же получает власть мастера в им же созданной ролёвке, с целью заставить остальных так же погрузиться в процесс отыгрыша своих персонажей, как и он. Получил сильный удар ногой в голову от Дженни, потерял сознание, но остался жив.
- Тайлер — вуайерист-извращенец, превратившийся в невидимку. Летальный исход.
- «Мисс Шевелюра» — неназванная участница школьного конкурса красоты, превратившая Книгу в парик, который завладел её разумом. Её судьба неизвестна.
- Редж — «ботаник» из кружка видеолюбителей, возжелавший в отместку за разрушенную монтажную испортить жизнь Тодду. Превратил Книгу в видео-приставку к экрану наблюдения, мог манипулировать наблюдаемыми сценами из реальной жизни на манер видеомонтажа. Летальный исход.
- Марта — религиозная девушка, в вере которой празднование дня рождения считается страшным грехом. Превращает Книгу в торт-людоед, который умудряется красть чужие дни рождения для неё через пожирание именинников. Летальный исход.
- «Разбивательница сердец», «Пей до дна» и «Танцующий парень» — три старшеклассника стали жертвами книги на вечеринке. Девушка вырвала сердце у парня-изменника, второй парень обрёл способность выпивать немереное количество алкоголя, третий стал танцевать без остановки. Судьба последнего неизвестна, а второй и, предположительно, первая погибли.
- Аарон — слепой парень, прозревший с помощью Книги. Остался жив и полностью невредим, но то, что он увидел, оставило неизгладимый след в его памяти.
- Зак — инвалид-колясочник, попросивший у Книги здоровые ноги. Обновлённые ноги оказались настолько здоровыми и сильными, что он быстро потерял над ними контроль и поневоле сумел путешествовать во времени благодаря развиваемой сверхсветовой скорости. Формально остался жив, но от немыслимой скорости бега его мозг получил необратимые повреждения во время первого же «межвременного забега».
- Джимми (Джейсон Мьюз) — уборщик-извращенец, который часто контактирует с Тоддом, в какой-то мере является его наставником на «путь истинный». Был последним хозяином Книги до событий первого эпизода сериала. Использовал её для того, чтобы запретить Бессмертным металлюгам проникновение в школу, однако сам остался навсегда заключён в её здании. Не решившись использовать Книгу ещё раз, из опасений нанести вред окружающим, для того, чтобы выбраться, он был вынужден смириться со своей участью и остаться жить и работать в школе. Обстоятельства его конфликта с троицей неизвестны, возможно, что он был предыдущим претендентом на роль Пророка Чистого Зла.

### Сатанинское Сообщество
В начале сериала штаб сатанистов предстаёт мистическим и зловещим местом. Однако, позже выясняется, что он располагается в палате дома престарелых, а все члены Сообщества (за исключением Аттикуса младшего) — беспомощные старики.
- Аттикус Мерфи Старший (Джулиан Ричингс) — глава и, судя по видеоплёнке из временной капсулы, основатель Сообщества. Прикован к инвалидной коляске. Желает вернуть утерянную Книгу Чистого Зла обратно. Имеет сына, состоящего в Сообществе — Аттикуса Мерфи Младшего, которого презирает и считает полным ничтожеством. Был убит им же в конце первого сезона.
- Прислужник #1 — старший из прислужников. Отказывается подчиняться прямым приказам Аттикуса-младшего, спихивая свои обязанности на более низших по званию. Вероятно, был лидером готовящегося заговора против нового непутёвого главы Сообщества, но был отравлен вместе с остальными заговорщиками.
- Прислужник Боб — член Сообщества сатанистов, загадавший у Книги возможность наесться до отвала. В результате, Книга превратила всех жителей дома престарелых в каннибалов, а сам Боб был съеден другими стариками заживо.
- Прислужники Дэйв, Джордж, Фред — младшие прислужники. Старики. Участвовали в подготовке заговора против Аттикуса-младшего, но были отравлены, не успев привести свой план в действие.
- Трой — ученик школы, потомственный сатанист. Охотно принимается Аттикусом-младшим в орден, однако пребывает в нём недолго — в день его рождения Троя сжирает торт-людоед.

### Прочие
- Бессмертные металлюги — трое мужчин с внешностью типичных металлистов. Носят одну и ту же одежду, круглосуточно ошиваются на стоянке около школы и, судя по всему, никогда не спят. Мечтают о том, чтобы Пророк Чистого Зла погрузил в хаос весь мир. В конце второго сезона выяснилось, что их возраст составляет, как минимум, более полутора сотен лет, судя по найденным фотографиям. В девяностых годах девятнадцатого века записали целый собственный альбом о Пророке Чистого Зла. Все трое имеют способность превращаться в единое альтер эго — девушку Никки, которая пыталась соблазнить шестнадцать лет назад уборщика Джимми, а теперь сделала то же с Тоддом, убрав последнее препятствие из пророчества на пути у последнего. Вероятно, имеют демоническое происхождение.

## В ролях
- Алекс Хаус — Тодд
- Мэгги Касл — Дженни
- Билли Тернбулл — Кёртис
- Мелани Лейшман — Ханна
- Крис Ливинс — Аттикус
- Джейсон Мьюз — Джимми
- Джулиан Ричингс — Глава секты
- Норман Ян — Эдди

## Эпизоды
| Сезон | Сезон | Эпизоды | Оригинальная дата выхода | Оригинальная дата выхода | Дата выхода DVD                                    | Дата выхода DVD |
| Сезон | Сезон | Эпизоды | Премьера сезона          | Финал сезона             | Регион 1                                           | Регион 2        |
| ----- | ----- | ------- | ------------------------ | ------------------------ | -------------------------------------------------- | --------------- |
|       | 1     | 13      | 29 сентября 2010         | 8 декабря 2010           | 11 октября 2011 ( Канада) 28 февраля 2012 ( США) · | н/д             |
|       | 2     | 13      | 30 октября 2011          | 26 января 2012           | 3 апреля 2012 ( Канада)                            | н/д             |

### Первый сезон: 2010
| № общий | № в сезоне | Название                           | Режиссёр           | Автор сценария                    | Дата премьеры    |
| --- | ---------- | ---------------------------------- | ------------------ | --------------------------------- | ---------------- |
| 1 | 1          | «Todd the Metal God»               | Джеймс Даннисон    | Чарльз Пикко и Крейг Дэвид Уоллес | 29 сентября 2010 |
| Тодд находит Книгу Чистого Зла и использует её, чтобы стать виртуозным гитаристом и завоевать девушку своей мечты - Дженни. Тодд магическим образом овладевает музыкальными навыками, а зло овладевает им самим. |            |                                    |                    |                                   |                  |
| 2 | 2          | «How to Make a Homunculus»         | Джеймс Дженн       | Крейг Дэвид Уоллес                | 29 сентября 2010 |
| Ханна использует Книгу Чистого Зла, чтобы создать гомункула в качестве проекта для научной выставки, но это существо, почему-то смахивающее на Тодда, сбегает. Тодд, Кёртис, Дженни и Ханна сколачивают свою банду, чтобы остановить Книгу.                                                                                            |            |                                    |                    |                                   |                  |
| 3 | 3          | «Rock N' Roll Zombies Know Best»   | Дэвид Уиннинг      | Чарльз Пикко                      | 6 октября 2010   |
| Девушка-гот Марси использует Книгу Чистого Зла, чтобы вернуть своих любимых рок-звёзд с того света, однако, те, вернувшиеся в качестве зомби, пожирают её родителей и вынуждают Марси заманивать к себе в дом парней для того, чтобы насытить их неугомонный аппетит.                                                                  |            |                                    |                    |                                   |                  |
| 4 | 4          | «Gay Day»                          | Джеймс Дженн       | Гарри Кэмпбелл                    | 13 октября 2010  |
| Забитый из-за своей нетрадиционной сексуальной ориентации старшеклассник использует Книгу Чистого Зла, чтобы превратить всех парней, включая Тодда и Кёртиса, в геев, однако, параллельно сделав себя единственным гетеросексуальным парнем в школе. Аттикус пытается разглядеть наличие метки Пророка Чистого Зла на пенисе Тодда.    |            |                                    |                    |                                   |                  |
| 5 | 5          | «Monster Fat»                      | Джеймс Даннисон    | Чарльз Пикко                      | 20 октября 2010  |
| Самая полная девушка в школе использует Книгу Чистого Зла, чтобы стать стройной, однако, лишний жир под воздействием Книги превращается в мутаген, делающий остальных девушек полными. Дженни попадает под его воздействие, и Тодду придётся доказать ей, что его чувства по отношению к ней ни капли не изменились.                   |            |                                    |                    |                                   |                  |
| 6 | 6          | «Invasion of the Stupid Snatchers» | Джеймс Даннисон    | Гарри Кэмпбелл                    | 27 октября 2010  |
| Самый глупый ученик использует Книгу Чистого Зла, чтобы стать самым умным в школе. Книга создаёт дым, делающий невероятно глупыми всех вдыхающих его, к удовольствию бывалых укурков Кёртиса и Тодда. |            |                                    |                    |                                   |                  |
| 7 | 7          | «Terrible Twin Turf Tussle»        | Джеймс Даннисон    | Чарльз Пикко и Крейг Дэвид Уоллес | 3 ноября 2010    |
| Дженни вступает в лесбийские отношения с одной из близняшек, заставляя ревнующую сестру той воспользоваться Книгой Чистого Зла для создания клона, однако, ситуация выходит из-под контроля, что оборачивается битвой клонов в школьных коридорах. Ханна сооружает Тодду особый костюм, помогающий отслеживать проявления Чистого Зла. |            |                                    |                    |                                   |                  |
| 8 | 8          | «Cockfight»                        | Дэвид Уиннинг      | Гарри Кэмпбелл                    | 10 ноября 2010   |
| Школьный задира, обладатель небольшого пениса, оказывается в ярости после того, как Тодд рассылает фотографию причинного органа всем в школе. Он использует Книгу для того, чтобы нарастить пенис до гигантских размеров, однако, тот начинает превращать всех взглянувших на него в камень, начиная с Кёртиса.                        |            |                                    |                    |                                   |                  |
| 9 | 9          | «Big Bad Baby»                     | Джеймс Дженн       | Чарльз Пикко и Крейг Дэвид Уоллес | 17 ноября 2010   |
| Девушка использует Книгу Чистого Зла, чтобы забеременеть, что заканчивается нашествием огромного злобного ребёнка в школу Кроули. Тодд пытается урезонить малыша и доказать Дженни, что он может быть хорошим отцом. |            |                                    |                    |                                   |                  |
| 10 | 10         | «The Ghost of Chet Sukowski»       | Крейг Дэвид Уоллес | Крейг Дэвид Уоллес                | 24 ноября 2010   |
| Баскетболист использует Книгу Чистого Зла и становится одержим призраком из 1950-х годов, затем с помощью иллюзии заставляет Дженни влюбиться в него. Он вызывает Тодда на смертельно опасный гоночный заезд за право претендовать на сердце Дженни, для которого банда "прокачивает" старенький фургон Аттикуса.                      |            |                                    |                    |                                   |                  |
| 11 | 11         | «The Phantom of Crowley High»      | Джеймс Даннисон    | Чарльз Пикко                      | 1 декабря 2010   |
| Девушка использует Книгу Чистого Зла, чтобы стать певицей, но в результате несчастного случая теряет язык. Она становится Призраком школы Кроули и заводит роман с Кёртисом. В это время Аттикус, Тодд и Дженни пытаются состряпать школьный мюзикл в стиле хэви-метал.                                                                |            |                                    |                    |                                   |                  |
| 12 | 12         | «Checkmate»                        | Джеймс Дженн       | Гарри Кэмпбелл                    | 8 декабря 2010   |
| Шахматист заполучает в свои руки Книгу Чистого Зла и, убеждённый в том, что Тодд является Пророком Чистого Зла и погрузит мир в хаос, организует странный культ в шахматном клубе. Культисты пытаются заманить Тодда в ловушку с помощью похищения Дженни и уничтожить его раз и навсегда.                                             |            |                                    |                    |                                   |                  |
| 13 | 13         | «A Farewell to Curtis' Arm»        | Крейг Дэвид Уоллес | Крейг Дэвид Уоллес                | 8 декабря 2010   |
| Кёртис использует Книгу Чистого Зла, чтобы отрастить себе демоническую руку. Тодд должен принять свою судьбу Пророка Чистого Зла во время схватки со своим лучшим другом Кёртисом, а Дженни узнаёт правду о своём отце. Аттикус пытается занять положенное себе место среди сатанистов.                                                |            |                                    |                    |                                   |                  |

### Второй сезон: 2011—2012
| № общий | № в сезоне | Название                     | Режиссёр           | Автор сценария                                                                                  | Дата премьеры   |
| --- | ---------- | ---------------------------- | ------------------ | ----------------------------------------------------------------------------------------------- | --------------- |
| 14 | 1          | «Redierment Home»            | Джеймс Дженн       | Чарльз Пикко и Крейг Дэвид Уоллес                                                               | 30 октября 2011 |
| Тодд, Кёртис и Ханна врываются в дом престарелых с намерением спасти Дженни из лап сатанистов, теперь возглавляемых новым лидером - Аттикусом.                                                                            |            |                              |                    |                                                                                                 |                 |
| 15 | 2          | «The Student Body»           | Джеймс Дженн       | Чарльз Пикко и Крейг Дэвид Уоллес                                                               | 6 ноября 2011   |
| Тодд отстраняется от Банды, чтобы не навлекать на них неприятности, но вынужден вмешаться, когда те не по своей воле впутаны в опасную общность.                                                                          |            |                              |                    |                                                                                                 |                 |
| 16 | 3          | «Daddy Tissues»              | Джеймс Даннисон    | Гарри Кэмпбелл                                                                                  | 13 ноября 2011  |
| Школьные туалеты оказываются набиты освежёванными трупами, а Дженни осознаёт, что её отец вовсе не герой, которым она его себе представляла.                                                                              |            |                              |                    |                                                                                                 |                 |
| 17 | 4          | «Simply the Beast»           | Джеймс Даннисон    | Йен Малоун                                                                                      | 20 ноября 2011  |
| В школе начинают бесследно пропадать чирлидеры, оставляя после себя разодранную форму. Банда опасается, что они стали добычей загадочного монстра.                                                                        |            |                              |                    |                                                                                                 |                 |
| 18 | 5          | «Jungle Fever»               | Дэвид Уиннинг      | Сюжет: Йен Малоун, Чарльз Пикко и Крейг Дэвид Уоллес Адаптация: Адам Рид и Макс Рид             | 27 ноября 2011  |
| Школьная "зелёная" активистка превращает с помощью Книги Чистого Зла школу в джунгли. Ханна вынуждена возглавить деградировавшую в неандертальцев Банду.                                                                  |            |                              |                    |                                                                                                 |                 |
| 19 | 6          | «Fisting Fantasy»            | Уоррен П. Сонода   | Гарри Кэмпбелл                                                                                  | 4 декабря 2011  |
| Банда, застрявшая внутри видеоигры, начинает своё эпичное приключение с целью убить Красного Рыцаря. По пути они встречают необычного союзника.                                                                           |            |                              |                    |                                                                                                 |                 |
| 20 | 7          | «See You Later, Masturbator» | Дэвид Уиннинг      | Адам Рид и Макс Рид                                                                             | 5 января 2012   |
| Джимми уволен по подозрению в вуаеризме. Тодд и компания начинают своё расследование, чтобы восстановить его доброе имя, но настоящего виновника сложно поймать за руку – он стал невидимкой благодаря Книге Чистого Зла. |            |                              |                    |                                                                                                 |                 |
| 21 | 8          | «Loser Generated Content»    | Крейг Дэвид Уоллес | Крейг Дэвид Уоллес                                                                              | 5 января 2012   |
| Кружок видеомонтажа превращает жизнь членов Банды в триллер: Дженни уготована роль жертвы, а Тодду - маньяка! |            |                              |                    |                                                                                                 |                 |
| 22 | 9          | «Deathday Cake»              | Джеймс Дженн       | Чарльз Пикко                                                                                    | 12 января 2012  |
| Пока Тодд и Ханна соревнуются в попытках угодить Кёртису на день рождения, сам Кёртис рискует угодить в именинный торт-людоед!                                                                                            |            |                              |                    |                                                                                                 |                 |
| 23 | 10         | «2 Girls, 1 Tongue»          | Джеймс Дженн       | Чарльз Пикко                                                                                    | 12 января 2012  |
| Только Ханна сможет спасти ситуацию, если бывшая девушка Кёртиса, Призрак школы Кроули, вдруг возвращается, чтобы превратить жизнь парочки в настоящий хаос в жанре мюзикл.                                               |            |                              |                    |                                                                                                 |                 |
| 24 | 11         | «B.Y.O.B.O.P.E.»             | Уоррен П. Сонода   | Сюжет: Йен Малоун, Чарльз Пикко и Крейг Дэвид Уоллес Адаптация: Йен Малоун и Крейг Дэвид Уоллес | 19 января 2012  |
| Тодд и Кёртис поклялись друг другу лишиться девственности во время школьной вечеринки, но внезапно на горизонте появляются двое непрошенных гостей: Книга Чистого Зла и Аттикус.                                          |            |                              |                    |                                                                                                 |                 |
| 25 | 12         | «The Toddyssey»              | Крейг Дэвид Уоллес | Чарльз Пикко                                                                                    | 19 января 2012  |
| Тодд случайно переносится в будущее с помощью очередной жертвы книги, где он узнаёт, каким бы мог стать мир без него. |            |                              |                    |                                                                                                 |                 |
| 26 | 13         | «Black Tie Showdown»         | Крейг Дэвид Уоллес | Крейг Дэвид Уоллес                                                                              | 26 января 2012  |
| День разоблачений и опасностей заканчивается решающей схваткой между Тоддом и Аттикусом на школьном вечере танцев. |            |                              |                    |                                                                                                 |                 |

## Награды
- В 2011 году первый сезон сериала был номинирован на 8 наград Gemini Awards,[9], из которых одержал победу в номинации «Лучший актёрский ансамбль в комедийной программе или сериале» за эпизод-мюзикл «The Phantom of Crowley High».[10]